# IRB International Rugby Series
Le International Rugby Series sono una serie di test match di rugby a 15 organizzati dall'International Rugby Board che si svolgono in parallelo ai test autunnali; sono riservati alle Nazionali di seconda e terza fascia dell'IRB e la prima edizione di tale evento è del 2012; le Nazionali invitate sono quelle di Canada, Russia e Stati Uniti, cui nella prima edizione si sono aggiunte anche Samoa e Tonga, che hanno incrociato la serie di test come parte dei loro rispettivi tour europei.
Lo scopo dell'istituzione di tale serie di test match è quello di dare anche alle Nazionali di seconda e terza fascia un'occasione di confronto internazionale in vista della Coppa del Mondo di rugby 2015 in Inghilterra e oltre.
La prima edizione di tale serie si è tenuta a novembre 2012 a Colwyn Bay, in Galles.